# Mont Silverheels
Le mont Silverheels est un sommet montagneux dans la Front Range des Rocheuses aux États-Unis culminant à 4 213 mètres d'altitude. Il est situé dans la forêt nationale de Pike, à 7,9 kilomètres au nord-est d'Alma dans le comté de Park, au Colorado. Il se trouve à l'est de deux fourteeners : le mont Bross et le mont Lincoln.

## Toponymie
La montagne a été nommée Silverheels en mémoire d'une danseuse présente dans le camp minier voisin de Buckskin Joe, désormais une ville fantôme. Cette danseuse a elle-même été surnommée « Silverheels » à cause des chaussures argentées qu'elle portait en dansant. Elle portait également un masque bleu ou blanc pour cacher son visage, son identité étant inconnue. Bien rémunérée par les trappeurs et les prospecteurs qui la regardaient danser, Silverheels était personnellement généreuse, ayant utilisé son propre argent pour faire venir des médecins lors d'une épidémie de variole qui a frappé à Buckskin Joe en 1861. La plupart des mineurs sont restés sur place pour protéger leurs concessions, mais les femmes et les enfants ont en grande partie fui vers Denver. Silverheels est restée pour soigner ses amis et ses voisins. Elle aussi a contracté la maladie mais a survécu, après s'être réfugiée dans sa cabane située au pied du mont Silverheels. Une fois l'épidémie terminée, les mineurs survivants ont recueilli 5 000 dollars en reconnaissance de ses efforts dans la lutte contre l'épidémie. Mais Silverheels avait quitté sa cabine et n'a plus jamais été vue à Buckskin Joe. Selon la légende, elle était restée isolée parce que la variole lui avait marqué le visage. L'argent a été rendu aux mineurs et, a la place, on nomma la montagne Silverheels en son honneur. Pour reprendre les mots de Frank H. Mayer, un maréchal des États-Unis dans le comté de Park : « Le mieux que nous puissions faire était de nommer cette montagne d'après elle ». Plusieurs années plus tard, alors que Buckskin Joe était déserté à la suite du déclin de la ruée vers l'or, quelqu'un a affirmé avoir vu une femme voilée de noir déposer des fleurs sur les tombes de ceux qui sont morts dans l'épidémie de variole. Certains prétendent depuis avoir vu une femme voilée de noir errer dans le cimetière Buckskin Joe.